# Fritz Büchner (Journalist)
Fritz Büchner (* 24. August 1895 in Offenbach am Main; † 8. August 1940 in Kremsier, Mähren) war ein deutscher Journalist. Der Großneffe des Schriftstellers Georg Büchner gilt als einer der bekanntesten Gegner des Nationalsozialismus aus seinem Berufsfeld. Büchner stand der Bayerischen Volkspartei nahe und vertrat die These, dass lediglich ein gesunder Staat dieser Massenbewegung widerstehen könnte und befürwortete in bayerisch-konservativen Kreisen deshalb die Wiedereinführung der bayerischen Monarchie.

## Leben

### Privatleben
Er kam als Sohn von Wilhelm Büchner (1866–1952) und Auguste Mahr (1868–1949) zur Welt. Seine Eltern stammten aus Rai-Breitenbach (heute ein Stadtteil von Breuberg) respektive Oberlahnstein (heute ein Stadtteil von Lahnstein). Die Familie lebte in Rai-Breitenbach. Wilhelm Büchner war promovierter Philosoph sowie klassischer Philologe und wirkte als Oberstudienrat und Professor in Offenbach am Main und Darmstadt.  
Am 19. März 1921 heiratete Fritz Büchner in Darmstadt Florentine Röhrich (1896–1944). Das Paar hatte drei Kinder. Seine Frau überlebte ihn um etwas mehr als vier Jahre und starb beim Luftangriff auf Darmstadt.

### Berufliche Karriere
Er trat im Jahre 1914 nach der Ablegung des Abiturs gleich zu Beginn des Ersten Weltkrieges als Freiwilliger einem Pionierkoprs bei. Während des Militärdienstes wurde er als Leutnant mit dem Ritterkreuz des Königlichen Hausordens von Hohenzollern ausgezeichnet und kämpfte 1918 als Oberleutnant im Baltikum. Anschließend war er nach Kriegsende als Freikorpskämpfer mit konservativ-monarchistischer Gesinnung ebenfalls in dieser Region tätig.
Während eines Volontariats bei der Hessischen Landeszeitung zog er sich 1922/23 eine Beleidigungsklage durch das Hessische Landesamt für das Bildungswesen zu (LfdB 34018). Anschließend wurde er 1925 Redaktionsmitglied bei den Münchner Neueste Nachrichten (MNN) und bereits drei Jahre darauf am 25. Februar 1928 nach dem Rücktritt von Fritz Gerlich zum Chefredakteur befördert. Am 13. März nahm man ihn zusammen mit dem Leiter des Ressorts Innenpolitik der MNN, Erwein von Aretin, kurzzeitig in Haft. Gemeinsam mit Anton Betz, dem Direktor des Knorr & Hirth Verlages, Paul Nikolaus Cossmann, und mehreren Redaktionsmitgliedern widersetzte sich Büchner im Mai 1932 einem Vorstoß von Paul Reusch, der mit den „Richtlinien für die Haltung der MNN auf politischem, wirtschaftlichem und kulturellem Gebiet“ versuchte, die Zeitung als Propagandamedium industrieller Interessen zu profilieren und sie auf Tolerierungskurs gegenüber der NSDAP zu bringen. Die nicht regiemekonforme Linie führte schließlich Mitte März 1933 nach der Einsetzung des bayerischen Reichskommissars Franz Ritter von Epp auf Veranlassung des Chefs der Bayerischen Polizei Reinhard Heydrich zur Kündigung zahlreicher Mitarbeiter. Büchner, Cossmann, Betz und andere wurden in Schutzhaft genommen und Büchner musste Bayern verlassen. In Stuttgart erhielt er 1935 eine Anstellung als Lektor bei der Franckh’schen Verlagsbuchhandlung und leitete den Verlag ab 1937.
Zuvor bescheinigte der Reichsjustizminister Franz Gürtner, der des Öfteren aus politischen Gründen Entlassene mit Empfehlung an Reichswehrminister Werner von Blomberg zur Unterbringung in die Wehrmacht vermittelte, in einem Schreiben vom 26. Juli 1936 an das Wehrbezirkskommando Darmstadt, es handle sich bei Büchner um einen „einwandfreien Charakter und fähigen Kopf, der für eine Führerstellung in Frage kommen dürfte“.